# Institute of Electrical and Electronics Engineers
IEEE són les sigles de Institute of Electrical and Electronics Engineers, l'Institut d'Enginyers Elèctrics i Electrònics, una associació tècnico-professional mundial dedicada a l'estandardització, entre altres coses. És la major associació internacional sense ànims de lucre formada per professionals de les noves tecnologies, com enginyers en informàtica, enginyers elèctrics, enginyers en electrònica, enginyers en sistemes i enginyers en telecomunicació.
A través dels seus membres, més de 360.000 voluntaris en 175 països, l'IEEE és una autoritat líder i de màxim prestigi en les àrees tècniques derivades de l'elèctrica original: des d'enginyeria computacional, tecnologies biomèdica i aeroespacial, fins a les àrees d'energia elèctrica, telecomunicacions i electrònica de consum, entre d'altres.
Segons el mateix IEEE, el seu treball és promoure la creativitat, el desenvolupament i la integració, compartir i aplicar els avanços en les tecnologies de la informació, electrònica i ciències en general per a benefici de la humanitat i dels mateixos professionals. Alguns dels seus estàndards són:
- IEEE Std 1076-1993, VHDL
- IEEE Std 1364-2005, Verilog
- IEEE Std 1003, POSIX
- IEEE 1284, comunicació en paral·lel
- IEEE 1394, FireWire
- IEEE 488
- IEEE 802, Bluetooth
- IEEE 802.11, Wi-fi
- IEEE 754, aritmètica en coma flotant

## Història
La seva creació es remunta a l'any 1884, comptant entre els seus fundadors a personalitats de la talla de Thomas Alva Edison, Alexander Graham Bell i Franklin Leonard Pope. L'1 de gener de 1963 va adoptar el nom de IEEE al fusionar-se associacions com l'AIEE (American Institute of Electrical Engineers) i l'IRE (Institute of Radio Engineers). En aquell moment, el grup combinat comptava amb 150.000 membres, el 93% als Estats Units d'Amèrica (EUA). El 2021, hi havia 400.000 membres, el 60% dels quals es trobaven fora dels EUA.
La seu del IEEE es troba a la ciutat de Nova York, en el número 3 de Park Avenue, però la major part de les seves activitats es realitzen en el Centre d'Operacions de l'IEEE a Piscataway, Nova Jersey, ocupat per primer cop el 1975.
La Secció Australiana de l'IEEE va existir entre 1972 i 1985. Després d'aquesta data, es va dividir en seccions estatals i territorials.

## Publicacions
L'associació afirma produir més del 30% de la literatura mundial en els camps de l'enginyeria elèctrica, electrònica i informàtica, publicant aproximadament 200 revistes amb avaluació d'experts i altres revistes. IEEE publica més de 1.700 actes de conferències cada any.
El contingut publicat en aquestes revistes, així com el contingut de diversos centenars de conferències anuals patrocinades per l'IEEE estan disponibles a la IEEE Electronic Library (IEL), disponible a través de la plataforma IEEE Xplore, per a l'accés basat en subscripció i la publicació individual.
A més de revistes i actes de conferències, l'IEEE també publica tutorials i estàndards produïts pels seus comitès d'estandardització. L'organització també té el seu propi format de paper IEEE.

## Controvèrsies

### Prohibició de Huawei
El maig de 2019, l'IEEE va restringir als treballadors de Huawei la possibilitat de revisar articles o manejar documents com a editors a causa de les "greus implicacions legals" de les sancions del govern dels EUA contra Huawei. Com a membres del seu organisme d'establiment de normes, els treballadors de Huawei podien continuar exercint els seus drets a vot, assistir a les reunions de desenvolupament de normes, presentar propostes i comentar en debats públics sobre les noves normes. La prohibició va provocar la indignació dels científics xinesos a les xarxes socials. Alguns professors de la Xina van decidir cancel·lar les seves afiliacions.
El 3 de juny de 2019, l'IEEE va aixecar les restriccions a les activitats editorials i de revisió de Huawei després de rebre l'autorització del govern dels EUA.

### Posició sobre el conflicte entre Ucraïna i Rússia
El 26 de febrer de 2022, el president de la secció ucraniana de l'IEEE, Ievgen Pichkalov, va fer una crida pública als membres de l'IEEE per "congelar les activitats de l'IEEE i la membresia a Rússia" i va sol·licitar "la reacció pública i l'estricta desaprovació de l'agressió de Rússia" de l'IEEE i de la Regió 8 de l'IEEE.
El 17 de març de 2022, un article en forme d'entrevista de preguntes i respostes amb el membre sénior de l'IEEE de Rússia (Sibèria), Roman Gorbunov, titulat "Una perspectiva russa sobre la guerra a Ucraïna" va ser publicat a IEEE Spectrum per demostrar "la pluralitat de punts de vista entre els memebres de l'IEEE" i les "opinions que estan en desacord amb la informació internacional sobre la guerra a Ucraïna".
El 30 de març de 2022, l'activista Anna Rohrbach va crear una carta oberta a l'IEEE en un intent que abordessin directament l'article, afirmant que l'article utilitzava "narratives comunes a la propaganda russa" sobre la invasió russa a Ucraïna el 2022 i sol·licitant a l'IEEE Spectrum que reconegués "que han publicat involuntàriament una peça que fomenta la desinformació i la propaganda russa". Uns dies més tard, es va afegir una nota dels editors el 6 d'abrilamb una disculpa "per no proporcionar el context adequat en el moment de la publicació", encara que no van revisar l'article original.

## Societats tècniques
L'IEEE s'agrupa en trenta-vuit societats enfocades a una àrea de treball específica. Aquestes societats ofereixen publicacions especialitzades, conferències i xarxes de negoci, entre d'altres.
- IEEE Aerospace and Electronic Systems Society
- IEEE Antennas & Propagation SocietY
- IEEE Broadcast Technology Society
- IEEE Circuits and Systems Society
- IEEE Communications Society
- IEEE Components, Packaging & Manufacturing Technology Society
- IEEE Computational Intelligence Society
- IEEE Computer Society
- IEEE Consumer Electronics Society
- IEEE Control Systems Society
- IEEE Dielectrics & Electrical Insulation Society
- IEEE Education Society
- IEEE Electromagnetic Compatibility Society
- IEEE Electron Devices Society
- IEEE Engineering in Medicine and Biology Society
- IEEE Geoscience and Remote Sensing Society
- IEEE Industrial Electronics Society
- IEEE Industry Applications Society
- IEEE Information Theory Society
- IEEE Instrumentation & Measurement Society
- IEEE Intelligent Transportation Systems Society
- IEEE Magnetics Society
- IEEE Microwave Theory and Techniques Society
- IEEE Nuclear and Plasma Sciences Society
- IEEE Oceanic Engineering Society
- IEEE Photonics Society
- IEEE Power Electronics Society
- IEEE Power & Energy Society
- IEEE Product Safety Engineering Society
- IEEE Professional Communication Society
- IEEE Reliability Society
- IEEE Robotics and Automation Society
- IEEE Signal Processing Society
- IEEE Society on Social Implications of Technology
- IEEE Solid-State Circuits Society
- IEEE Systems, Man & Cybernetics Society
- IEEE Ultrasonics, Ferroelectrics & Frequency Control Society
- IEEE Vehicular Technology Society

## Altres organismes

### Xarxa d'història global IEEE
El setembre de 2008, el Comitè d'Història de l'IEEE va fundar la Xarxa d'Història Global de l'IEEE, que ara redirigeix a la Wiki d'Història d'Enginyeria i Tecnologia.

### Fundació IEEE
La Fundació IEEE és una fundació benèfica fundada el 1973 per donar suport i promoure l'educació tecnològica, la innovació i l'excel·lència. Funciona per separat a l'IEEE, tot i que hi té una estreta relació. Els membres de la Junta Directiva de la fundació han de ser membres actius de l'IEEE, i un terç d'ells han de ser membres actuals o anteriors de la Junta Directiva de l'IEEE.
Inicialment, el paper de la Fundació IEEE era acceptar i administrar donacions per al programa de premis IEEE, però les donacions van augmentar més enllà del que era necessari per a aquest propòsit i l'abast es va ampliar. A més de sol·licitar i administrar fons sense restriccions, la fundació també administra fons designats pels donants que donen suport a determinats programes educatius, humanitaris, de preservació històrica i de reconeixement entre iguals de l'IEEE. A finals de 2014, els actius totals de la fundació eren de prop de 45 milions de dòlars, repartits a parts iguals entre fons no restringits i fons designats pels donants.

## Normes i procés de desenvolupament
L'IEEE és una de les organitzacions líders a la creació d'estàndards al món. Realitza els seus propis i manté les funcions mitjançant l'Associació d'estàndards IEEE. Estàndards IEEE afecten una àmplia gamma d'indústries, incloent-hi: potència i energia, biomedicina i salut, tecnologia de la informació, les telecomunicacions, el transport, la nanotecnologia, la seguretat de la informació i molts més. El 2013, l'IEEE tenia més de 900 estàndards actius, amb més de 500 normes d'elaboració. Un dels més notables és la IEEE 802 LAN/MAN, grup de normes que inclou l'estàndard IEEE 802.3 Ethernet i l'estàndard IEEE 802.11 de xarxa sense fil 01023.56022.59975. ITCA.sv.